# Домниця (пункт контролю)
47°48′25″ пн. ш. 29°13′43″ сх. д. / 47.80694° пн. ш. 29.22861° сх. д.
До́мниця — пункт пропуску через Державний кордон України на кордоні з Молдовою (невизнана республіка Придністров'я).
Розташований в Одеській області, Котовський район, в однойменному селі на автошляху місцевого значення. Із молдавського боку розташований пункт пропуску «Ковбасна» у селі Колбасна, Рибницький район, на автошляху місцевого значення у напрямку Рибниці.
Вид пункту пропуску — автомобільний. Статус пункту пропуску — місцевий з 7.00 до 20.00. 
Характер перевезень — пасажирський.
Судячи із відсутності даних про пункт пропуску «Домниця» на сайті МОЗ, очевидно пункт може здійснювати тільки радіологічний, митний та прикордонний контроль.